# Grady (Arkansas)
Pour les articles homonymes, voir Grady.
Grady est une municipalité située dans l’État américain de l'Arkansas, dans le comté de Lincoln.

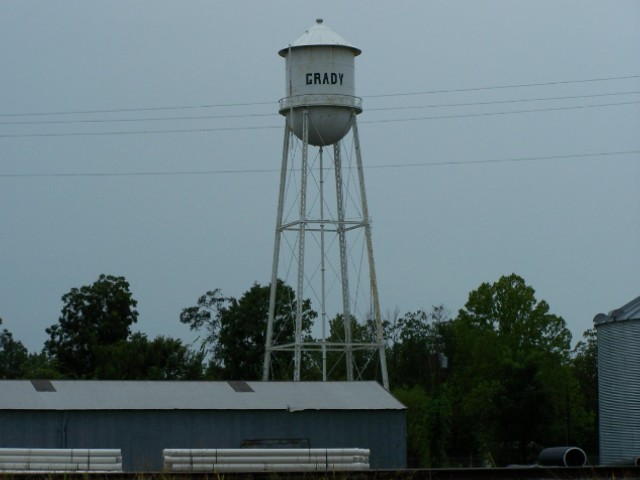
Château d'eau de Grady